# Commandant van de strijdkrachten van Suriname
De Commandant der Strijdkrachten is in Suriname het professionele hoofd van het Nationale Leger. De positie werd in 1975 in het leven geroepen met de onafhankelijkheid van Suriname.
De commandant van de strijdkrachten wordt benoemd door de president van Suriname, die de opperbevelhebber is op basis van de Grondwet van Suriname. Van 1975 tot 1980 betrof het de Surinaamse Krijgsmacht en sindsdien het Nationale leger.

## Lijst
Hieronder volgt de lijst van van commandanten van de strijdkrachten:
| Nr. | Portret | Commandant                               | Begin            | Eind             | Opmerking                 |
| --- | ------- | ---------------------------------------- | ---------------- | ---------------- | ------------------------- |
| 1   |         | Yngwe Elstak (1927–2010)                 | 25 november 1975 | 25 februari 1980 |                           |
| 2   |         | Dési Bouterse (1945–2024)                | juli 1980        | 22 december 1990 | Maanden na Sergeantencoup |
| –   |         | Ivan Graanoogst waarnemend               | 22 december 1990 | 31 december 1990 | Rond Telefooncoup         |
| (2) |         | Dési Bouterse (1945–2024)                | 31 december 1990 | 3 december 1992  |                           |
| –   |         | Ivan Graanoogst waarnemend               | 3 december 1992  | 15 mei 1993      |                           |
| 3   |         | Arthy Gorré (1950–2018)                  | 15 mei 1993      | 30 juni 1995     |                           |
| 4   |         | Kolonel Glenn Sedney                     | 30 juni 1995     | 1 juli 2001      |                           |
| 5   |         | Kolonel Ernst Mercuur                    | 1 juli 2001      | 4 februari 2010  |                           |
| 6   |         | Kolonel Hedwig Gilaard                   | 4 februari 2010  | 10 juli 2013     |                           |
| –   |         | Kolonel Ronni Benschop (1955) waarnemend | 10 juli 2013     | 4 februari 2014  |                           |
| 7   |         | Brigadier-general Ronni Benschop (1955)  | 4 februari 2014  | augustus 2015    |                           |
| –   |         | Kolonel Adolf Jardim waarnemend          | augustus 2015    | maart 2019       |                           |
| 8   |         | Kolonel Robert Kartodikromo              | 22 maart 2019    | 3 mei 2021       |                           |
| –   |         | Kolonel Henri van Axeldongen waarnemend  | 3 mei 2021       | maart 2022       |                           |
| –   |         | Luitenant-kolonel Werner Kioe A Sen      | 1 april 2022     | heden            |                           |